# جویدو وینچنزی
جویدو وینچنزی (به ایتالیایی: Guido Vincenzi) بازیکن فوتبال و اهل ایتالیا است 

## تیم ملی
از سال ۱۹۵۴ میلادی عضو تیم ملی فوتبال ایتالیا بوده و در ۳ بازی ملی حضور داشته‌است. او در بازی‌های ملی‌اش گلی به ثمر نرساند.
جویدو وینچنزی آخرین بازی ملی خود را در سال ۱۹۵۸ میلادی انجام داد.